# Abborrsjön (Sexdrega socken, Västergötland)
Abborrsjön är en sjö i Svenljunga kommun i Västergötland och ingår i Ätrans huvudavrinningsområde.